# Ланге, Генрих (химик)
Генрих Ланге (нем. Heinrich Lange) (* 22 июля 1853 Эрндтебрюкк; † 20 ноября 1920 Берлин) — немецкий химик, профессор, специалист по крашению. Первый директор Королевской школы крашения и отделки тканей в Крефельде.

## Образование
После обучения на семейном красильном предприятии в 1878 году, он изучал химию в Берлинском промышленном институте, а затем в Техническом университете Берлин-Шарлоттенбург. Там он посещал лекции Иоганна Тимана, Августа Вильгельма фон Гофмана и Гельмгольца. В 1881 году он защитил диссертацию во Фрайбурге.

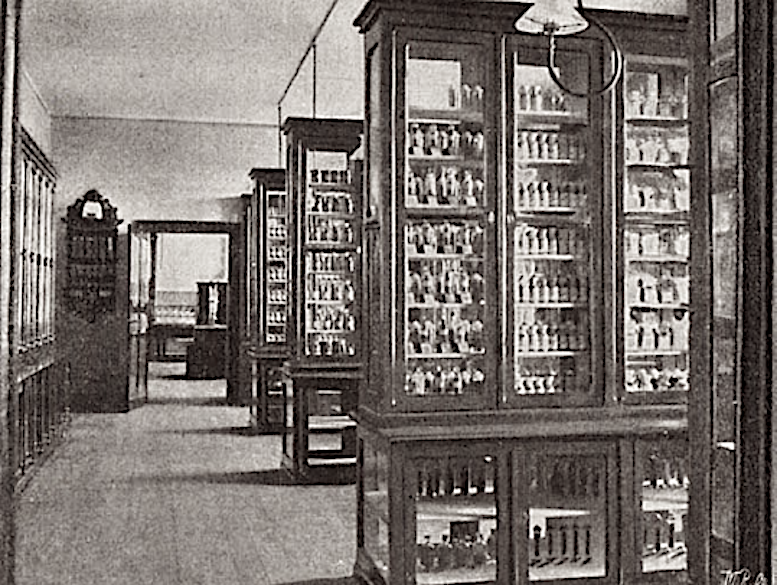
Коллекторская комната с красителями в Школе крашения и отделки в Крефельде, 1902. Фото проф. Ланге.

## Трудовая деятельность
- Красильщик-колорист на Баденской анилиновой и содовой фабрике в Людвигсхафене.
- 1883–1920 гг. Первый директор Школы крашения и отделки тканей в Крефельде.[3] (ныне Университет прикладных наук Нижнего Рейна (Hochschule Niederrhein).

## Фонд профессора Генриха Ланге
Фонд профессора Генриха Ланге присуждает стипендии за успешные диссертации в области текстильной химии. Он расположен в Университете прикладных наук Нижнего Рейна.